# Música do Gabão
A música do Gabão inclui vários estilos populares e pop. A artista pop gabonesa, Patience Dabany, que agora vive nos EUA, produz álbuns gravados em Los Angeles com um elemento distintamente gabonês; eles são populares em toda a África francófona. Outros músicos incluem os guitarristas Georges Oyendze, La Rose Mbadou e Sylvain Avara, e o cantor Oliver N'Goma. O rock e o hip hop importados dos EUA e do Reino Unido são populares no Gabão, assim como o rumba, o makossa e o soukous. O hino nacional do Gabão é "La Concorde", escrito e composto por Georges Aleka Damas e adotado em 1960 após a independência.

## Música tradicional
A população do Gabão, estimada em 1.640.286, dos quais 42% são menores (julho de 2013 est.), incluem quatro grandes agrupamentos: os Bantu; os Fang, os Punu, os Nzebi e os Obamba.
O Gabão, para o etnógrafo francês Barabe, "é para a África o que o Tibete é para a Ásia, o centro espiritual das iniciações religiosas", devido à música sacra do Bwiti, a doutrina religiosa dominante do país, atribuída aos Fang e os Mitsogho, que envolve o uso da iboga.
Instrumentos folclóricos do Gabão incluem o obala .

## Música popular
A história da música moderna gabonesa não começou antes de 1974, quando o guitarrista cego e cantor Pierre Akendengué lançou seu primeiro álbum. Ele foi treinado classicamente na Europa, e suas composições refletem a influência da música clássica ocidental. A carreira europeia de Akendengué começou depois de receber tratamento para doenças oculares em um hospital em Paris. Ele ficou e estudou no Petit Conservatoire. Na década de 1970, ele estava na vanguarda de uma popular estrela da música africana francófona, começando com o lançamento de Nandipo em 1974. Akendegué foi apoiado por Pierre Barouh, um homem poderoso na indústria musical francesa, responsável pelo lançamento das carreiras de Brigitte Fontaine e Jacques Higelin, entre outros. Akendegué chegou a ser visto como porta-voz do povo gabonês e dos pobres e destituídos de toda a África . Depois de passar vinte anos na França, Akendegué retornou ao Gabão apesar das preocupações com a censura do governo de sua música. Acabou sendo nomeado assessor do governo.
Nos anos 80 aconteceu a formação da Africa No. 1, uma estação de rádio dedicada à música africana, e à abertura do primeiro estúdio de gravação gabonês, o Studio Mademba. Músicos de toda a África e até do Caribe viajaram para Libreville para gravar.
Embora Libreville estivesse produzindo sucessos pan-africanos suficientes nos anos 80 para rivalizar com cidades como Abidjan e Joanesburgo para a música popular, no final da década a cena musical desapareceu.